# Bécouéfin
Bécouéfin  è una città e sottoprefettura della Costa d'Avorio appartenente al dipartimento di Adzopé. Conta una popolazione di 24 610 abitanti (censimento 2014).